# Tomasz Barniak
Tomasz Barniak (ur. 6 marca 1995 w Węgorzewie) – polski kanadyjkarz, srebrny medalista mistrzostw świata, mistrz Europy, dwunastokrotny mistrz Polski.

## Wyniki
Wyniki finałów igrzysk olimpijskich i europejskich oraz mistrzostw świata i Europy.
| Rok  | Zawody             | Miejscowość | Konkurencja | Czas     | Pozycja |
| ---- | ------------------ | ----------- | ----------- | -------- | ------- |
| 2014 | Mistrzostwa Europy | Brandenburg | C-4 1000 m  | 3:22,12  | 6.      |
| 2017 | Mistrzostwa Europy | Płowdiw     | C-2 200 m   | 37,00    | 6.      |
| 2017 | Mistrzostwa Europy | Płowdiw     | C-2 500 m   | 1:39,80  | 4.      |
| 2017 | Mistrzostwa Europy | Płowdiw     | C-4 1000 m  | 3:20,54  | złoto   |
| 2017 | Mistrzostwa świata | Račice      | C-2 500 m   | 1:40,94  | 4.      |
| 2017 | Mistrzostwa świata | Račice      | C-4 1000 m  | 3:16,80  | srebro  |
| 2018 | Mistrzostwa świata | Montemor    | C-4 500 m   | 1:39,276 | 7.      |
| 2019 | Mistrzostwa świata | Segedyn     | C-1 200 m   | 41,791   | 9.      |
| 2019 | Mistrzostwa świata | Segedyn     | C-4 500 m   | 1:50,201 | 9.      |